# Johann Joseph Abert

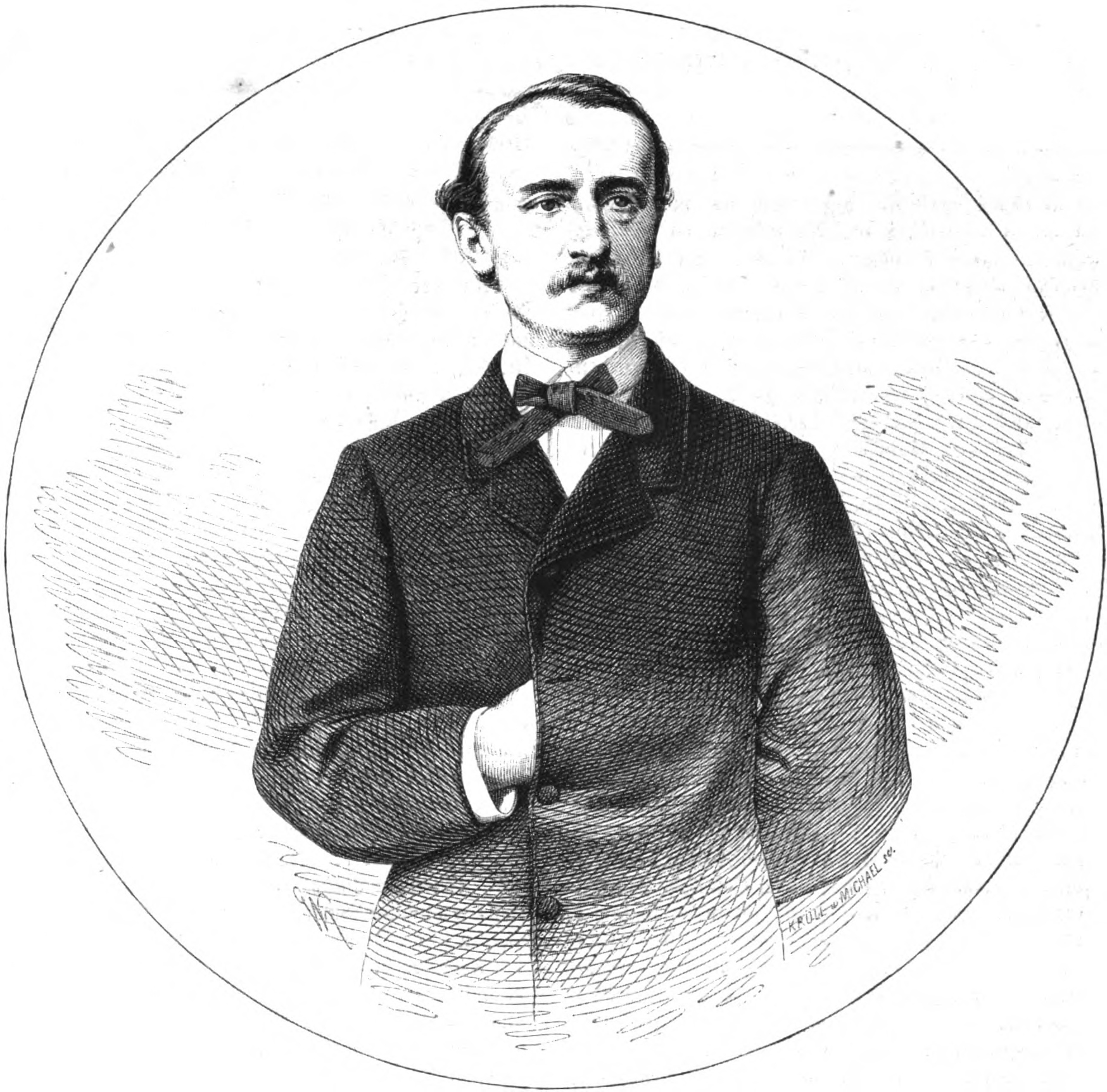
Johann Joseph Abert, 1866. Grafik von Krüll und Michael.

Johann Joseph Abert, auch Jan Josef Abert (* 20. September 1832 in Kochowitz (Kochovice) bei Gastorf (Hoštka) (Böhmen); † 1. April 1915 in Stuttgart) war ein deutsch-böhmischer Komponist, Dirigent und Kontrabassist.

## Leben

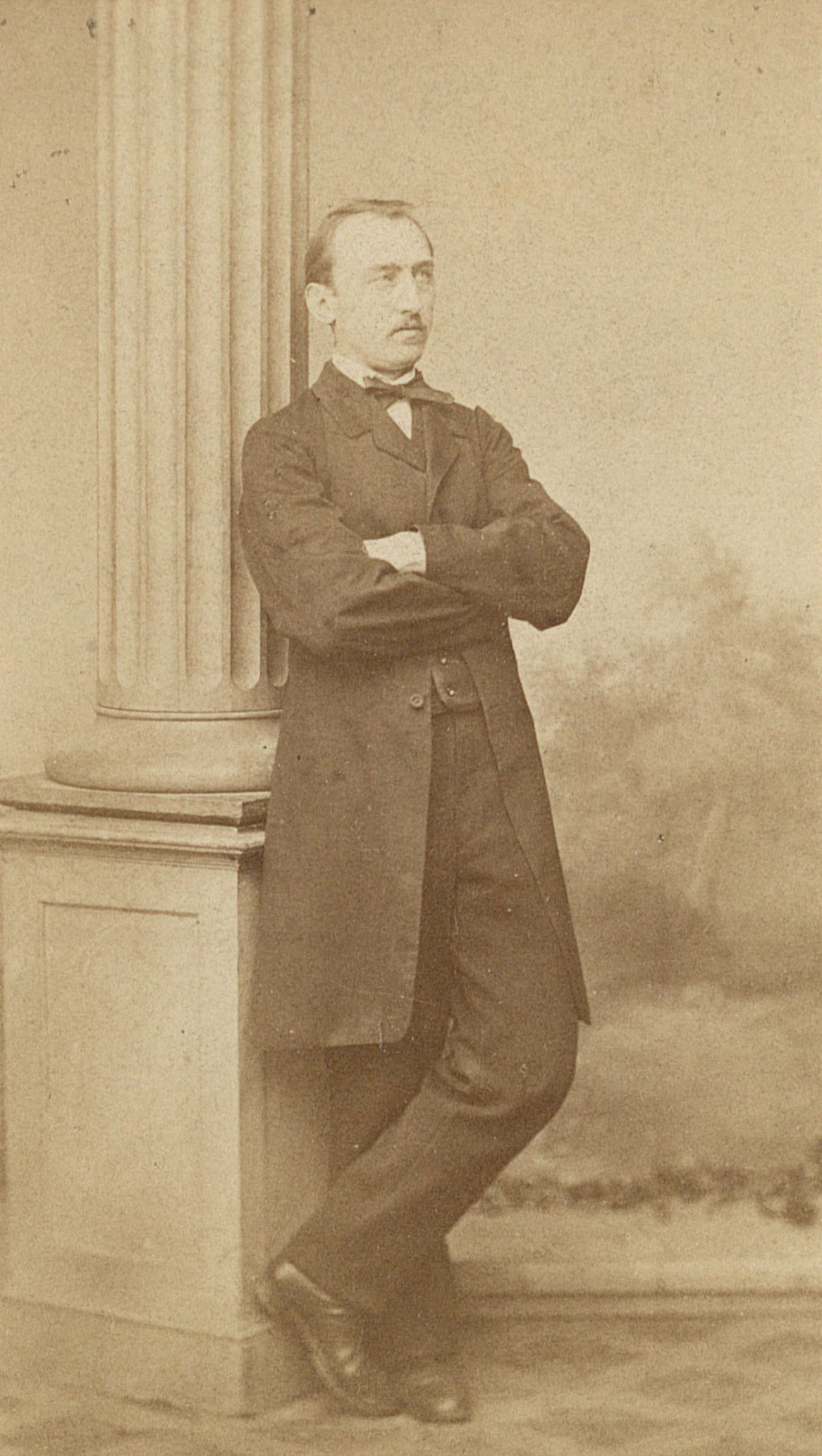
Johann Joseph Abert, fotografiert von Christian Pfann

Johann Joseph Aberts Vater war der Maurermeister Wenzel Abert. Der Vater seiner Mutter Anna Maria Kratky war Kontrabassist. Der Bratschist Wenzel Abert war sein jüngerer Bruder. Im Alter von zehn Jahren kam er in das Augustinerkloster Böhmisch-Leipa. Hier erhielt er vier Jahre literarischen Unterricht. 1846 begann er, am Prager Konservatorium zu studieren. Er erhielt von dem Kontrabassisten Josef Hrabě Instrumentalunterricht. Johann Friedrich Kittl, der Leiter des Konservatoriums erteilte ihm Kompositionsunterricht und August Wilhelm Ambros Unterricht in Musiktheorie. Noch am Konservatorium komponierte er 1848 und 1849 seine ersten beiden Ouvertüren. 1851 folgte die Sinfonie h-moll. Das Werk dirigierte er bei seiner Austrittsprüfung am Konservatorium. Im Jahre 1853 erhielt er unter Peter Joseph von Lindpaintner ein Engagement als Kontrabassist in der Hofkapelle Stuttgart. 1854 folgte die Sinfonie in c-moll die Lindpaintner in Stuttgart dirigierte. 1856 schrieb er die 3. Sinfonie in A-Dur und widmete Kaiser Franz-Joseph I. die Jubelouvertüre. Hierfür erhielt er vom Kaiser einen Brilliantring. Er wirkte an der Stuttgarter Oper von 1867 bis 1888 als Hofkapellmeister und war als Komponist erfolgreich tätig. Am Morgen nach der Uraufführung seiner Oper Astorga, die am 20. Mai 1866 stattgefunden hatte, ließ ihn der König von Württemberg, der die Premiere besucht hatte, zu sich rufen, um ihn persönlich zum Königlichen Musikdirektor zu ernennen.
Seine Werke, darunter mehrere Opern und sieben Sinfonien, fanden zu seiner Zeit große Anerkennung im In- und Ausland. Er komponierte zudem auch Lieder und Kammermusik. Sein musikalischer Nachlass befindet sich in der Württembergischen Landesbibliothek in Stuttgart und teilweise im Deutschen Literaturarchiv Marbach. Zahlreiche Werke Aberts, unter anderem die Columbus-Sinfonie, zwei Kontrabaßkonzerte, Ouvertüren, sein Streichquartett, Klavierstücke, Lieder und seine Messe kamen in den vergangenen Jahren in Konzertsälen in Deutschland, Österreich, der Tschechischen Republik und in den USA und zum Teil im Rundfunk und Fernsehen zu Wiederaufführungen.
Sein Sohn Hermann Abert (1871–1927), Professor für Musikwissenschaft in Halle, Leipzig und Berlin, veröffentlichte 1919/1921 – aufbauend auf Otto Jahns Monographie W.A. Mozart – eine „neubearbeitete und erweiterte Ausgabe“, die noch heute oft zitiert und als erste aus eigener wissenschaftlicher und künstlerischer Schau gewachsene Biographie Mozarts gilt. Seine Enkelin Anna Amalie Abert (1906–1996), Professorin für Musikwissenschaft in Kiel, führte das Vermächtnis ihres Vaters fort, u. a. mit Geschichte der Oper, 1994.

## Kompositionen (Auswahl)

### Opern
- Anna von Landskron. Oper in 4 Akten. Libretto: Christian Gottfried Nehrlich (* 22. April 1802 Ruhland, Oberlausitz; † 8. Januar 1868 Berlin). UA 1858 Stuttgart (Hoftheater)[4][Digitalisat 1]
- König Enzio. Oper in 4 Akten. Libretto: Albert Dulk. UA 1862 Stuttgart (Hoftheater)
  - Neufassung: Enzio von Hohenstaufen. Libretto: Albert Dulk. UA 1875 Stuttgart (Hoftheater)
- Astorga. Romantische Oper in 3 Akten. Libretto: Ernst Pasqué (nach Episoden aus dem Leben des Komponisten Emanuele d’Astorga). UA am 20. Mai 1866 Stuttgart (Hoftheater). Danach u. a. 1866 Leipzig, 1870 Wien (Carltheater), 1876 Prag (in tschechischer Übersetzung) und Basel, 1888 Posen[Digitalisat 2]
- Enzio von Hohenstaufen Uraufführung 1875 in Stuttgart
- Ekkehard. Oper in 5 Akten. Libretto: Adolf Kröner (nach dem Roman Ekkehard von Joseph Victor von Scheffel). UA am 11. Oktober 1878 Berlin (Hofoper)[5] OCLC 806952535
  - Einspielung: Ekkehard. Hadwig: Nyla von Ingen. Praxedis: Susanne Kelling. Spazzo: Henryk Böhm. Graf von Monfort: Jörg Hempel. Watzmann: Alfred Reiter. Rudimann: Christian Gerhaher. Ekkehard: Jonas Kaufmann. Waldfrau: Mihoko Fujimura. Stuttgarter Choristen. Einstudierung: Ulrich Eistert. SWR Rundfunkorchester Kaiserslautern. Ltg.: Peter Falk. Konzertmitschnitt von den herbstlichen Musiktagen Bad Urach 1998. Capriccio 2000
- Die Almohaden. Libretto: ?. UA 1890 Leipzig

### Schauspielmusik
- Musik zu Johann Georg Fischers Trauerspiel in fünf Akten „Friedrich der Zweite von Hohenstaufen“. Besetzung: Bass, Bariton, Bass (Chor), zwei Flöten, zwei Oboen, zwei Klarinetten, zwei Fagotte, zwei Hörner, Trompete, drei Posaunen, Piccoloflöte, Tuba, Pauken, Orgel und Harfe, vollendet am 20. Oktober 1863, aufgeführt am 15. Oktober 1864 im Großherzoglichen Hoftheater in Weimar, Andante maestoso in Es-Dur – Laudamus Deum in aeternam Amen RISM ID: 280001162

### Sinfonien
- Sinfonie Nr. 1 b-moll. 1852
- Sinfonie Nr. 2 c-moll. 1854
- Sinfonie Nr. 3 A-dur. 1856 I Andante maestoso II Scherzo III Allegretto IV Finale: Allegro. Eingespielt von der Nordwestdeutschen Philharmonie unter Reinhard Peters
- Sinfonie Nr. 4 D-Dur op. 31. Columbus, musikalisches Seegemälde in Form einer Symphonie für großes Orchester. Programmsinfonie 1864[Digitalisat 3], 1996 eingespielt vom Bohuslav Martinu Philharmonic Orchestra Zlin unter der Leitung von Werner Stiefel beim Label Bayer Records
- Sinfonie Nr. 5 c-moll. 1870[Digitalisat 4]
- Sinfonie Nr. 6 d-moll Lyrische. 1890
- Sinfonie Nr. 7 C-Dur. Frühlingssinfonie C-Dur. 1893 OCLC 313566824

### Werke für Kontrabass und Orchester
- Polonaise und Introduktion in D-Dur. 1848
- Variationen für Kontrabass und Orchester, 1849. eingespielt von Thomas Lom, Kontrabass und dem Bohuslav Martinu Philharmonic Orchestra Zlin unter der Leitung von Werner Stiefel bei Bayer Records, 1996
- Variationen und Rondo C-Dur. 1849
- Introduktion und Polonaise C-Dur. 1849
- Concertino F-Dur. 1849
- Concerto in D-Dur. 1851. nur Klavierfassung von Abert. Orchesterfassung von Samuel Adler, herausgegeben von der Southern Music Company, 1989, OCLC 22267651. 1996 eingespielt von dem Kontrabassisten Thomas Lom und dem Bohuslav Martinu Philharmonic Orchestra Zlin unter der Leitung von Werner Stiefel beim Label Bayer Records[Digitalisat 5]
- Rondo in C-Dur. 1852
- Variationen für Kontrabass und Orchester. 1865 OCLC 897100562

### Andere Werke für Orchester
- Concertouvertüre E-Dur OCLC 313571445[Digitalisat 6]
- Festouvertüre zum fünfzigsten Jubiläum des Prager Konservatoriums, 1858
- Festouvertüre D-Dur komponiert für die königliche Hochzeit in Württemberg 1874
- Jubel-Ouvertüre für großes Orchester. Kaiser Franz-Josef von Österreich gewidmet. 1855
- Ouvertüre E-Dur für großes Orchester. 1850
- Ouvertüre d-moll für großes Orchester. 1851
- Präludium, Choral und Fuge von Joh. Seb. Bach und Choral von Abert, für Orchester eingerichtet von J. J. Abert[Digitalisat 7], um 1900 publiziert bei Ries und Ehrler in Berlin. 1985 eingespielt von Chor und Orchester des Wilhelms-Gymnasiums Stuttgart-Degerloch und der Organistin Eva Schad unter der Leitung von Widmar Hader OCLC 706935269 Das Präludium ist das Präludium cis-moll aus dem Wohltemperierten Klavier Teil 1, die Fuge eine Orgelfuge in g-moll.[6] Abert transponierte das Präludium in die Tonart d-moll und verknüpfte es mit der Orgelfuge. Dazwischen stellte er einen von ihm selbst komponierten Choral im Stil Bachs.
- Reiterfestmarsch für Harmonieorchester OCLC 681722013

### Kammermusik
- Streichquartett A-Dur op. 25 OCLC 80750209, 2007 herausgegeben von Wolfram Hader beim Laurentius-Verlag, Frankfurt am Main, vom Abert Quartett Stuttgart eingespielt und auf der CD Musik aus Stuttgart bei ARS produktion in Zusammenarbeit mit dem SWR veröffentlicht

### Klavierwerke
- Chant de la Gondoliere, OCLC 1790476992005 herausgegeben von Wolfram Hader beim Laurentius-Verlag, Frankfurt am Main
- Eberhard-Marsch: für Piano-forte, ca. 1888, OCLC 313138953
- Ein Abend auf der Burgruine „Weibertreu“: Musikalisches Tonbild für das Pianoforte componirt, OCLC 873344530
- Frühlingsahnung, musikalisches Tonbild für das Pianoforte, componirt und seinem Freunde Rafael Winternitz achtugsvoll gewidmet von J. J. Abert, op. 26, Friedrich Hofmeister, Leipzig, 1858, OCLC 1101424478
- Idylle, OCLC 796501091[Digitalisat 8][Digitalisat 9]
- Sonate héroique für Klavier: op. 18. (1857), OCLC 313924901
- Trauermarsch für Klavier, 1866, OCLC 253723423 2009 herausgegeben von Wolfram Hader beim Laurentius-Verlag, Frankfurt am Main

### Orgelwerke
- Zwei Präludien. OCLC 699290411 Moderne Erstausgabe 2004 herausgegeben von Wolfram Hader beim Laurentius-Verlag, Frankfurt am Main

### Chorwerke
- Messe in Es-Dur für gemischten Chor und Orgel op. 23,1993 herausgegeben von Widmar Hader, beim Clavis-Musikverlag Remshalden OCLC 725165852 und bei schmidmusic, Calw OCLC 9235398021985 eingespielt von Chor und Orchester des Wilhelms-Gymnasiums Stuttgart-Degerloch und der Organistin Eva Schad unter der Leitung von Widmar Hader OCLC 706935269
- Die Zufriedenen für 4stg. Männerchor, Text: Ludwig Uhland, OCLC 967786215 2009 herausgegeben von Wolfram Hader beim Laurentius-Verlag, Frankfurt am Main
- Der 100. Psalm Jauchzet dem Herrn alle Welt für gemischten Chor und Orgel
- Trauermotette für 4–5stg. gem. Chor u. Orchester. 1985 eingespielt von Chor und Orchester des Wilhelms-Gymnasiums Stuttgart-Degerloch und der Organistin Eva Schad unter der Leitung von Widmar Hader OCLC 706935269

### Lieder
- Trennungsschmerz. für 1 Singstimme mit Begl. des Pianoforte op. 5, Text: Theobald Kerner, OCLC 968342806
- Liebesmahnung: für 1 Singstimme mit Begl. des Pianoforte op. 6 Text: Theobald Kerner
- Mutter und Tochter: für 1 Singstimme mit Begl. des Pianoforte op. 7, ext: Feodor Löwe, OCLC 968342167
- Des Müllers Kind für Singstimme mit Begleitung ds Klaviers, Text: Theobald Kerner, Incipit: O Kuckuck lieber Kuckuck mein du machst den Kindern Freude, Moderato G-Dur RISM ID: 450113080
- Sehnsucht. für 1 Singstimme mit Clavierbegleitung. Text: J. Ude, OCLC 968342783
- Sechs Lieder für eine Singstimme mit Begleitung des Pianoforte, erschienen 1879, 2007 auf der CD Musik aus Stuttgart bei ARS, Produktion in Zusammenarbeit mit dem SWR veröffentlicht
  - Dort ist so tiefer Schatten, Text: Joseph von Eichendorff
  - Kalt und schneidend weht der Wind, Text: Hermann Lingg
  - Süße, liebliche Gestalt, Text: August Silberstein
  - Wiegenlied, Text: Albert Träger
  - Wandern, Text: Albert Träger
  - Auf geheimem Waldespfade, Text: Nikolaus Lenau
  - Des Glasers Töchterlein, Text: Albert Träger

## Digitalisate
1. ↑  Anna von Landskron, Libretto als Digitalisat im Münchener Digitalisierungszentrum der Bayerischen Staatsbibliothek
2. ↑  Astorga, Partitur als Digitalisat bei IMSLP
3. ↑  Columbus, musikalisches Seegemälde in Form einer Symphonie für großes Orchester … Op. 31. Partitur. als Digitalisat in der Sibley Music Library der University of Rochester
4. ↑  Sinfonie Nr. 3, Partitur (Seite nicht mehr abrufbar, festgestellt im August 2025. Suche in Webarchiven)  Info: Der Link wurde automatisch als defekt markiert. Bitte prüfe den Link gemäß Anleitung und entferne dann diesen Hinweis. als Digitalisat bei IMSLP
5. ↑  Concerto, Kontrabassstimme (Memento des Originals vom 7. Juni 2020 im Internet Archive)  Info: Der Archivlink wurde automatisch eingesetzt und noch nicht geprüft. Bitte prüfe Original- und Archivlink gemäß Anleitung und entferne dann diesen Hinweis. als Digitalisat bei IMSLP
6. ↑  Concert-Ouverture (E-Dur) für Orchester, Partitur als Digitalisat in der Württembergischen Landesbibliothek
7. ↑  Präludium, Choral und Fuge von Joh. Seb. Bach und Choral von Abert, für Orchester eingerichtet von J. J. Abert. Partitur; als Digitalisat in der Sibley Music Library der University of Rochester
8. ↑  Idyll für Klavier als Digitalisat in der Juillard Manuscript Colection. Album der Gräfin Elisab. Schlik, Prag, S. 278
9. ↑  Idylle für das Pianoforte. In: Allgemeine Musikzeitung, 1850, Extrabeilage zu Nr. 13. als Digitalisat im Münchener Digitalisierungszentrum der Bayerischen Staatsbibliothek